# Mimobolbus ornatellus
Mimobolbus ornatellus är en skalbaggsart som beskrevs av Louis Albert Péringuey 1901. Mimobolbus ornatellus ingår i släktet Mimobolbus och familjen Bolboceratidae. Inga underarter finns listade i Catalogue of Life.